# João Batista Conturon
João Batista Conturon bzw. Coutron SDB (* 15. Januar 1881 in Cluniat, Frankreich; † 16. Januar 1963 in Ressin, Frankreich) war ein französischer Ordenspriester, Missionar und römisch-katholischer Apostolischer Administrator.

## Leben
Nachdem er der Ordensgemeinschaft der Salesianer Don Boscos beigetreten war, ging er 1904 als Missionar nach Mato Grosso, wo er über dreißig Jahre wirkte. Zwei Jahre nach seiner Priesterweihe übernahm er die Leitung des Hauses in Cuiabá, die er bis 1926 innehatte.
Er wurde am 21. Juli 1925 durch Papst Pius XI. zum Apostolischen Administrator der 1914 gegründeten Prälatur Registro do Araguaia in Brasilien ernannt. Die Prälatur wurde 1981 zum Bistum Guiratinga erhoben und untersteht als Suffraganbistum dem Erzbistum Cuiabá.
Conturon setzte sich vor allem für die Völker der Bororos und der Carajàs ein.
1936 kehrte er aus gesundheitlichen Gründen nach Frankreich zurück, wo er noch dreizehn Jahre lang als Pfarrer in Montpellier wirkte und für einige Jahre das Haus in Thonon leitete. Als Administrator folgte ihm 1937 sein Mitbruder José Selva e Amaral SDB nach.